# Công viên uKhahlamba-Drakensberg
Công viên uKhahlamba-Drakensberg là một công viên nằm ở phía tây của tỉnh KwaZulu-Natal, Nam Phi. Với diện tích 2.428,13 km2 (938 dặm vuông Anh), công viên bao gồm Vườn quốc gia Hoàng gia Natal và một công viên tỉnh nằm trong một phần của dãy núi Drakensberg, dãy núi cao nhất ở Nam Phi.
uKhahlamba-Drakensberg cùng với Vườn quốc gia Sehlabathebe liền kề cùng nhau hình thành lên Công viên Maloti-Drakensberg, một Di sản xuyên quốc gia được UNESCO công nhận. Nó được mô tả là có vẻ đẹp tự nhiên đặc biệt trên khu vực đá bazan cao vút, thành lũy bằng sa thạch vàng và môi trường sống đa dạng của khu vực này bảo vệ một số lượng lớn các loài đặc hữu và bị đe dọa toàn cầu, đặc biệt là chim và thực vật. Và cũng chứa nhiều hang động và nơi trú ẩn bằng đá nhóm tranh lớn nhất và tập trung nhất ở châu Phi phía nam Sahara

## Địa lý
Phần ban đầu của di sản nằm ở tỉnh KwaZulu-Natal, gần biên giới với Lesotho bao gồm vườn quốc gia Hoàng gia Natal và một phần của núi Drakensberg hợp thành công viên có diện tích bảo tồn 2.428 km2.

## Tự nhiên
Drakensberg mang vẻ đẹp của các trụ bazan và tường thành bằng đá sa thạch vàng. Địa chất ở đây là những lớp trầm tích dày, được tích tụ bởi đá bazan. Các vách đá cao ở chân núi được hình thành bởi đá sa thạch.
Đây còn là công viên tự nhiên, khu bảo tồn hoang dã lớn nhất trong khu vực Drakensberg KwaZulu-Natal với môi trường sống đa dạng (những đồng cỏ rộng lớn, những vách đá cao, những hẻm núi sâu..) và rất nhiều các loài đặc hữu (2153 loài thực vật, 48 loài động vật có vú, 296 loài chim, 48 loài bò sát, 26 loài lưỡng cư và 8 loài cá), trong đó có cả các loài đang bị đe dọa trên toàn cầu như: ếch cây ngón dài, chim sơn ca ngực vàng, tắc kè hoa Natal...
Công viên này đã được đưa vào Danh sách các vùng đất ngập nước có tầm quan trọng quốc tế (theo Công ước Ramsar) và được công nhận là di sản thế giới vào ngày 30 tháng 11 năm 2000.

## Văn hóa
Công viên Drakensberg là một trong những khu vực khảo cổ quan trọng nhất ở miền Nam châu Phi bao gồm các địa điểm khảo cổ thời kỳ đồ đá sớm, giữa và cuối thời kỳ đồ sắt muộn thể hiện cuộc sống và nghề nghiệp của người dân vùng núi này có thể lên đến một triệu năm, đó là tổ tiên của người San. Hơn 1.000 bức tranh đá được tìm thấy trong các hang động cư trú dọc theo các thung lũng dốc miêu tả cảnh săn bắn, hái lượm, nhảy múa, các nghi lễ, cầu mưa...